# Предолимпийский турнир КОНМЕБОЛ 2024
Предолимпийский турнир КОНМЕБОЛ 2024 — 14-й розыгрыш предолимпийского турнира, проводимого КОНМЕБОЛ среди сборных до 23-х лет для определения участников олимпийского футбольного турнира от Южной Америки. Соревнования прошли с 20 января по 11 февраля 2024 года в Венесуэле.
Две лучшие сборные по итогам турнира отобрались на Олимпийские игры в Париж.

## Жеребьёвка
Жеребьёвка состоялась 20 октября 2023 года в Луке. Хозяева турнира сборная Венесуэлы досрочно была определена в группу A, а победители предыдущего турнира сборная Аргентины досрочно определена в группу B. Остальные восемь сборных были разбиты на четыре корзины в зависимости от результатов предыдущего предолимпийского турнира.

## Судьи
| Яэль Фалькон Хери Варгас Флавиу Соуза Алексис Эррера Джон Оспина Дерлис Лопес | Роберто Перес Густаво Техера Кристиан Гарай Фелипе Гонсалес Аугусто Арагон |

## Предварительный этап

### Группа А
| Поз | Команда       | И | В | Н | П | МЗ | МП | РМ | О | Квалификация   |
| --- | ------------- | - | - | - | - | -- | -- | -- | - | -------------- |
| 1   | Бразилия      | 4 | 3 | 0 | 1 | 6  | 4  | +2 | 9 | Финальный этап |
| 2   | Венесуэла (Х) | 4 | 2 | 2 | 0 | 8  | 5  | +3 | 8 | Финальный этап |
| 3   | Эквадор       | 4 | 2 | 1 | 1 | 7  | 3  | +4 | 7 |                |
| 4   | Боливия       | 4 | 1 | 1 | 2 | 5  | 6  | −1 | 4 |                |
| 5   | Колумбия      | 4 | 0 | 0 | 4 | 0  | 8  | −8 | 0 |                |

| Эквадор                                        | 3:0      | Колумбия |
| ---------------------------------------------- | -------- | -------- |
| Яимар Медина 71′, 88′ · Кристофер Самбрано 86′ | Протокол |          |

| Венесуэла                                                 | 3:3      | Боливия                                                               |
| --------------------------------------------------------- | -------- | --------------------------------------------------------------------- |
| Матиас Лакава 37′ · Хованни Боливар 42′ · Ренне Ривас 63′ | Протокол | Хосе Мигель Брисеньо 31′ · Лукас Чавес 83′ · Габриэль Вильямиль 90+6′ |

| Боливия | 0:1      | Бразилия         |
| ------- | -------- | ---------------- |
|         | Протокол | Эндрик Фелипе 4′ |

| Эквадор          | 1:1      | Венесуэла       |
| ---------------- | -------- | --------------- |
| Яимар Медина 70′ | Протокол | Кевин Келси 20′ |

| Боливия | 0:2      | Эквадор                               |
| ------- | -------- | ------------------------------------- |
|         | Протокол | Джон Меркадо 22′ · Альен Обандо 90+3′ |

| Бразилия                             | 2:0      | Колумбия |
| ------------------------------------ | -------- | -------- |
| Эндрик Фелипе 25′ · Джон Кеннеди 83′ | Протокол |          |

| Бразилия                              | 2:1      | Эквадор            |
| ------------------------------------- | -------- | ------------------ |
| Марлон Гомес 65′ · Габриэл Пирани 75′ | Протокол | Патрик Меркадо 59′ |

| Колумбия | 0:1      | Венесуэла           |
| -------- | -------- | ------------------- |
|          | Протокол | Хованни Боливар 34′ |

| Венесуэла                                                          | 3:1      | Бразилия       |
| ------------------------------------------------------------------ | -------- | -------------- |
| Теласко Сеговия 10′, 31′ · Рикелме Эрнандес Аморим Роша 55′ (авт.) | Протокол | Александер 90′ |

| Колумбия | 0:2      | Боливия                      |
| -------- | -------- | ---------------------------- |
|          | Протокол | Хосе Мигель Брисеньо 9′, 29′ |

### Группа B
| Поз | Команда   | И | В | Н | П | МЗ | МП | РМ | О | Квалификация   |
| --- | --------- | - | - | - | - | -- | -- | -- | - | -------------- |
| 1   | Аргентина | 4 | 2 | 2 | 0 | 11 | 4  | +7 | 8 | Финальный этап |
| 2   | Парагвай  | 4 | 2 | 1 | 1 | 7  | 6  | +1 | 7 | Финальный этап |
| 3   | Чили      | 4 | 2 | 0 | 2 | 3  | 7  | −4 | 6 |                |
| 4   | Уругвай   | 4 | 1 | 1 | 2 | 9  | 8  | +1 | 4 |                |
| 5   | Перу      | 4 | 1 | 0 | 3 | 1  | 6  | −5 | 3 |                |

| Перу                 | 1:0      | Чили |
| -------------------- | -------- | ---- |
| Франческо Флорес 67′ | Протокол |      |

| Аргентина         | 1:1      | Парагвай               |
| ----------------- | -------- | ---------------------- |
| Лусиано Гонду 90′ | Протокол | Диего Гомес 67′ (пен.) |

| Парагвай                                                             | 4:3      | Уругвай                       |
| -------------------------------------------------------------------- | -------- | ----------------------------- |
| Рональдо де Хесус 30′ · Диего Гомес 44′, 72′ · Марсело Фернандес 54′ | Протокол | Лусиано Родригес 8′, 11′, 34′ |

| Перу | 0:2      | Аргентина                                    |
| ---- | -------- | -------------------------------------------- |
|      | Протокол | Тьяго Альмада 53′ (пен.) · Лусиано Гонду 87′ |

| Парагвай              | 1:0      | Перу |
| --------------------- | -------- | ---- |
| Марсело Фернандес 18′ | Протокол |      |

| Уругвай | 0:1      | Чили                |
| ------- | -------- | ------------------- |
|         | Протокол | Клементе Монтес 64′ |

| Уругвай                                                                    | 3:0      | Перу |
| -------------------------------------------------------------------------- | -------- | ---- |
| Лусиано Родригес 44′ (пен.) · Сантьяго Хоменченко 45+1′ · Ренсо Санчес 48′ | Протокол |      |

| Чили | 0:5      | Аргентина                                                                                   |
| ---- | -------- | ------------------------------------------------------------------------------------------- |
|      | Протокол | Тьяго Альмада 45′, 57′ (пен.) · Сантьяго Кастро 61′ · Аарон Кирос 79′ · Лусиано Гонду 90+1′ |

| Аргентина                                                        | 3:3      | Уругвай                                                      |
| ---------------------------------------------------------------- | -------- | ------------------------------------------------------------ |
| Бальтасар Родригес 7′ · Аарон Кирос 11′ · Франсиско Гонсалес 25′ | Протокол | Лусиано Родригес 19′ · Сесар Араухо 41′ · Матиас Абальдо 61′ |

| Чили                                 | 2:1      | Парагвай           |
| ------------------------------------ | -------- | ------------------ |
| Гонсало Тапия 31′ · Лукас Ассади 70′ | Протокол | Иван Легисамон 33′ |

## Финальный этап
| Поз | Команда   | И | В | Н | П | МЗ | МП | РМ | О | Квалификация          |
| --- | --------- | - | - | - | - | -- | -- | -- | - | --------------------- |
| 1   | Парагвай  | 3 | 2 | 1 | 0 | 6  | 3  | +3 | 7 | Олимпийские игры 2024 |
| 2   | Аргентина | 3 | 1 | 2 | 0 | 6  | 5  | +1 | 5 | Олимпийские игры 2024 |
| 3   | Бразилия  | 3 | 1 | 0 | 2 | 2  | 3  | −1 | 3 |                       |
| 4   | Венесуэла | 3 | 0 | 1 | 2 | 3  | 6  | −3 | 1 |                       |

| Бразилия | 0:1      | Парагвай                |
| -------- | -------- | ----------------------- |
|          | Протокол | Фабрицио Перальта 45+2′ |

| Аргентина                                   | 2:2      | Венесуэла                                           |
| ------------------------------------------- | -------- | --------------------------------------------------- |
| Карлос Вивас 39′ (авт.) · Тьяго Альмада 61′ | Протокол | Леандро Брей 16′ (авт.) · Кевин Келси 90+10′ (пен.) |

| Аргентина                                                           | 3:3      | Парагвай                                              |
| ------------------------------------------------------------------- | -------- | ----------------------------------------------------- |
| Пабло Солари 3′ · Тьяго Альмада 84′ (пен.) · Федерико Редондо 90+7′ | Протокол | Диего Гомес 42′ · Алан Нуньес 70′ · Энсо Гонсалес 90′ |

| Венесуэла           | 1:2      | Бразилия                                          |
| ------------------- | -------- | ------------------------------------------------- |
| Хованни Боливар 67′ | Протокол | Маурисио Магальяйнс Прадо 57′ · Гильерме Биро 88′ |

| Бразилия | 0:1      | Аргентина         |
| -------- | -------- | ----------------- |
|          | Протокол | Лусиано Гонду 78′ |

| Парагвай                                   | 2:0      | Венесуэла |
| ------------------------------------------ | -------- | --------- |
| Диего Гомес 48′ (пен.) · Марсело Перес 75′ | Протокол |           |

## Победители олимпийского отбора
| Сборная   | Дата отбора     | Предыдущие участия на Олимпийских играх                  |
| --------- | --------------- | -------------------------------------------------------- |
| Аргентина | 11 февраля 2024 | 9 (1928, 1960, 1964, 1988, 1996, 2004, 2008, 2016, 2020) |
| Парагвай  | 11 февраля 2024 | 2 (1992, 2004)                                           |